# Amblyteles arcticus
Amblyteles arcticus är en stekelart som beskrevs av Per Abraham Roman 1913. Amblyteles arcticus ingår i släktet Amblyteles och familjen brokparasitsteklar. Arten är reproducerande i Sverige. Inga underarter finns listade i Catalogue of Life.